# Zbigniew Poprawski

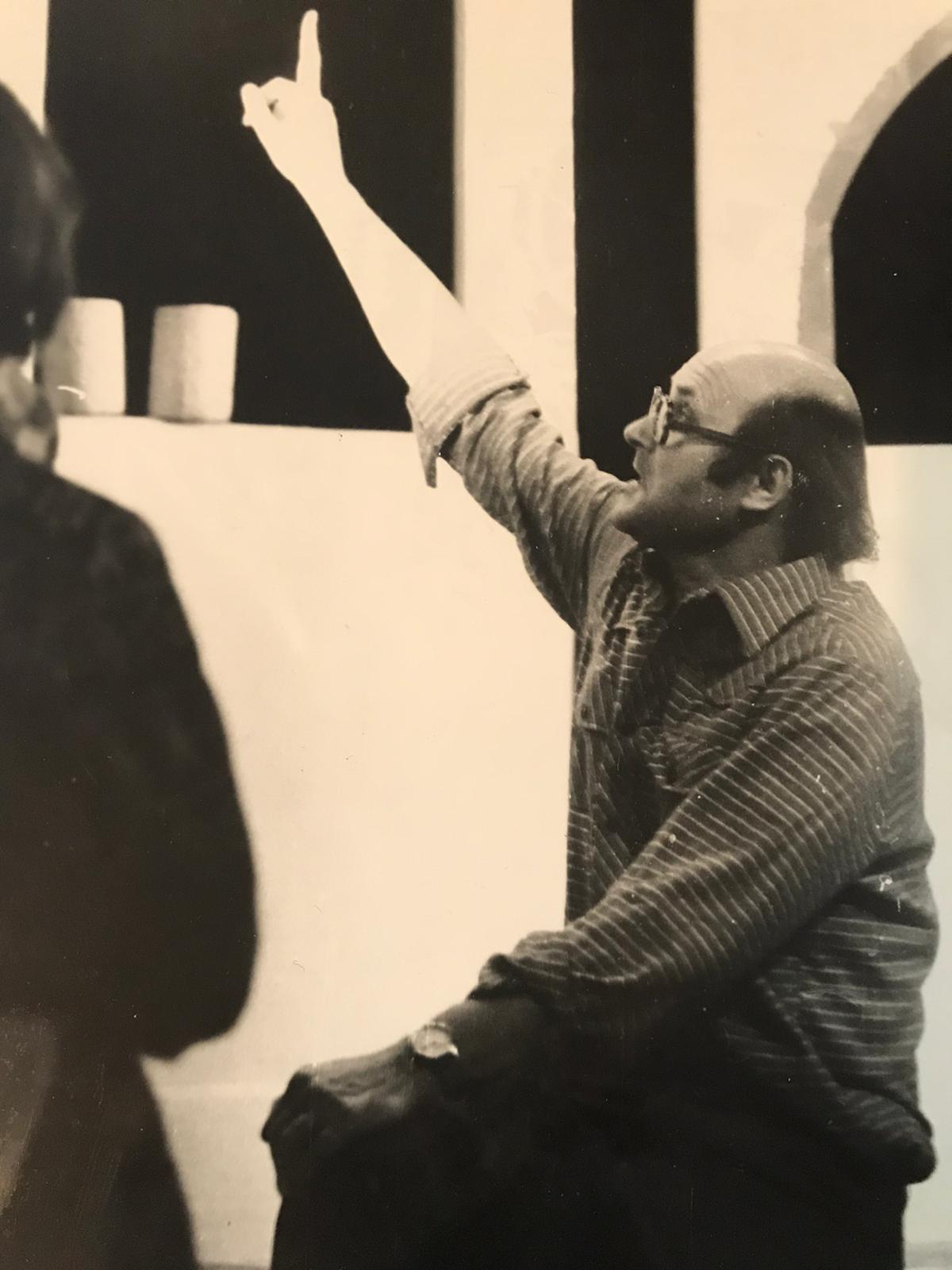
Podczas pracy reżyserskiej

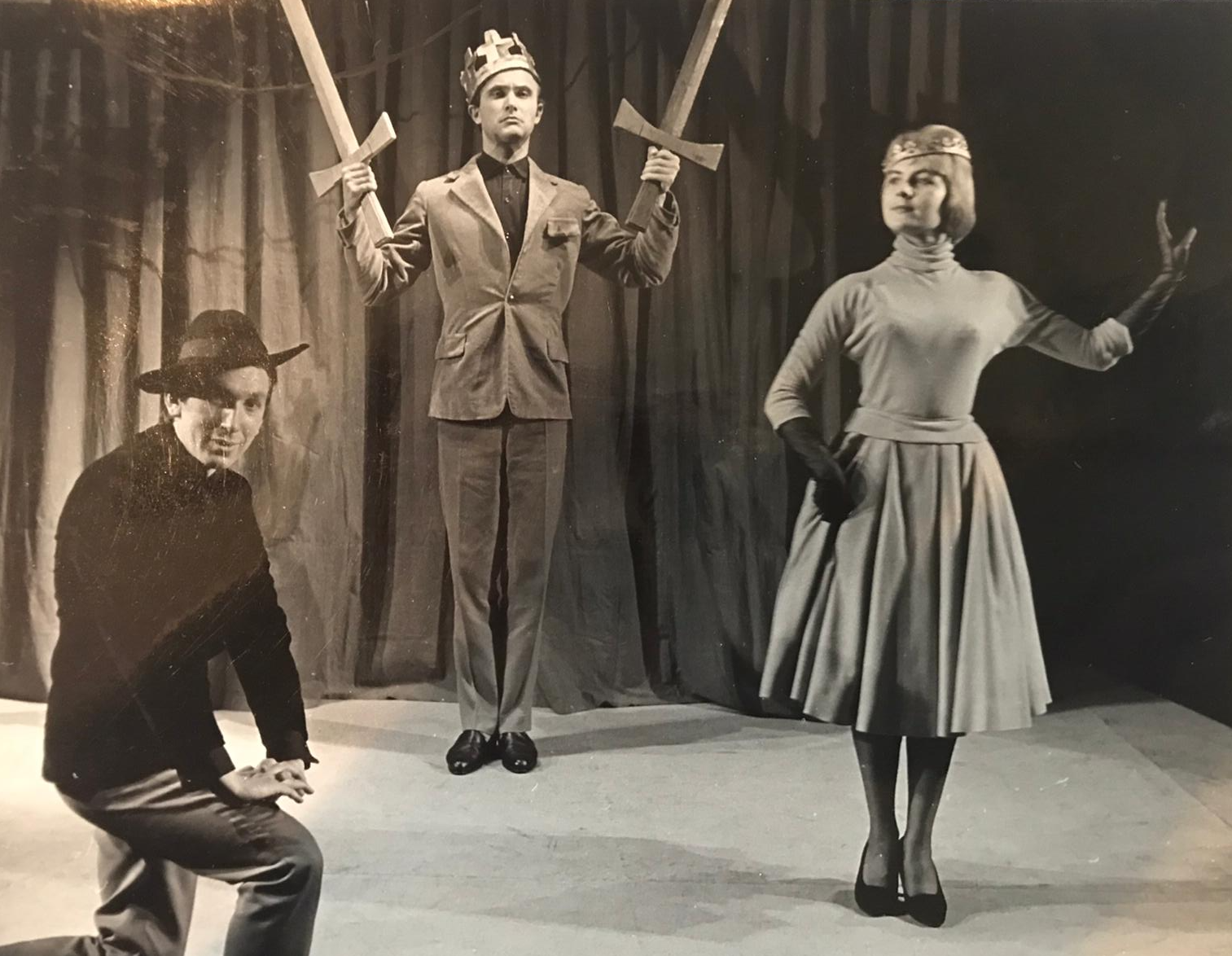
Zbigniew Poprawski (pośrodku) na deskach Teatru Rapsodycznego w roli Jagiełły w „Szopce krakowskiej”

Zbigniew Poprawski (ur. 4 czerwca 1930 w Krakowie, zm. 24 października 2020 tamże) – polski dramatopisarz, autor sztuk dla dzieci, reżyser teatralny oraz aktor.

## Życiorys
Po ukończeniu Liceum Bibliotekarsko-Księgarskiego w Krakowie w 1949 rozpoczął pracę w Zespole Żywego Słowa Spółdzielni Wydawniczej „Czytelnik”, gdzie wspólnie z początkującym aktorem Zbigniewem Cybulskim występował w całej Polsce na scenach amatorskich (często w zakładach pracy) jako recytator polskiej literatury pięknej.
Po rozwiązaniu Zespołu w 1950 został przyjęty do Teatru Groteska w Krakowie na etat aktora-lalkarza, gdzie rozpoczynając pracę od ról niemych, zdobywał warsztat aktorski pod okiem dyrektora Władysława Jaremy.
W 1957 trafił do nowego zespołu Teatru Rapsodycznego Mieczysława Kotlarczyka, gdzie zdobył uznanie krytyków jako aktor dramatyczny. W tym okresie wcielił się w role m.in. Bolesława Śmiałego w „Legendach złotych i błękitnych”, Oniegina w „Eugeniuszu Onieginie”, Odysa w „Odysei”, Króla Marka w „Dziejach Tristana i Izoldy”, Księdza w „Dziadach”. Z powodów osobistych w 1961 odszedł z zespołu i zaangażował się w Teatr Jednego Aktora Danuty Michałowskiej (współpraca reżyserska).
W 1963 napisał swoją pierwszą autorską sztukę dla dzieci pt. „Misie Ptysie”, która w tym samym roku otrzymała wyróżnienie na konkursie na sztukę lalkową MKiN. Premiera miała miejsce w Teatrze Lalek Pleciuga w Szczecinie i weszła przebojem do repertuaru teatrów lalkowych. Od tej pory działalność zarówno reżyserska, jak i jako autora sztuk lalkowych przeważała w twórczości artystycznej Zbigniewa Poprawskiego. Do końca lat 90. napisał około 20 autorskich przedstawień dla dzieci, a także jedną sztukę dla dorosłych pt. „Opowieści Lady Maybe”.
W 1962 roku został kierownikiem Teatru Lalek „Miś ”w Nowej Hucie. Funkcję tę pełnił co najmniej do 1967 roku.
W latach 1968–1972 pracował jako redaktor w Telewizji Kraków, prowadząc autorski program „Zwyczaje i obrzędy”, ukazujący żywe tradycje panujące na współczesnej wsi. Sam jako etnograf amator dokumentował obyczaje ludowe (np. o rzeźbiarzu Heródku) odwiedzając odległe zakątki Polski, a zebrany materiał wykorzystywał również w twórczości dramatopisarskiej.
W latach 1973–1976 oraz 1978-1980 obejmował etat reżysera w Teatrze Lalek Banialuka w Bielsku-Białej. W okresie od 1976 do 1978 pełnił funkcję dyrektora naczelnego i artystycznego w Śląskim Teatrze Lalki i Aktora „Ateneum” w Katowicach. W 1981 powrócił jako reżyser do swojego macierzystego Teatru Lalki i Maski „Groteska” w Krakowie, gdzie funkcję tę sprawował do roku 1987.
Dla Teatru Telewizji wyreżyserował w Teatrze Groteska nagradzaną i cieszącą się dużą popularnością „Baśń o pięknej Pulcheryi i szpetnej Bestyi” J. Ośnicy.
Większość sztuk teatralnych Zbigniewa Poprawskiego dedykowana jest młodemu widzowi w wieku przedszkolnym i wczesnoszkolnym. Utwory szybko trafiały do teatrów i były grywane w całej Polsce, a także w Niemczech, Rosji i Wielkiej Brytanii. Po latach część z nich nadal cieszy się popularnością, a sam autor „silnie wpisał się w dzieje teatru lalek” w Polsce.
Pochowany na cmentarzu wojskowym przy ul. Prandoty w Krakowie (kw. XCII-6-8). 

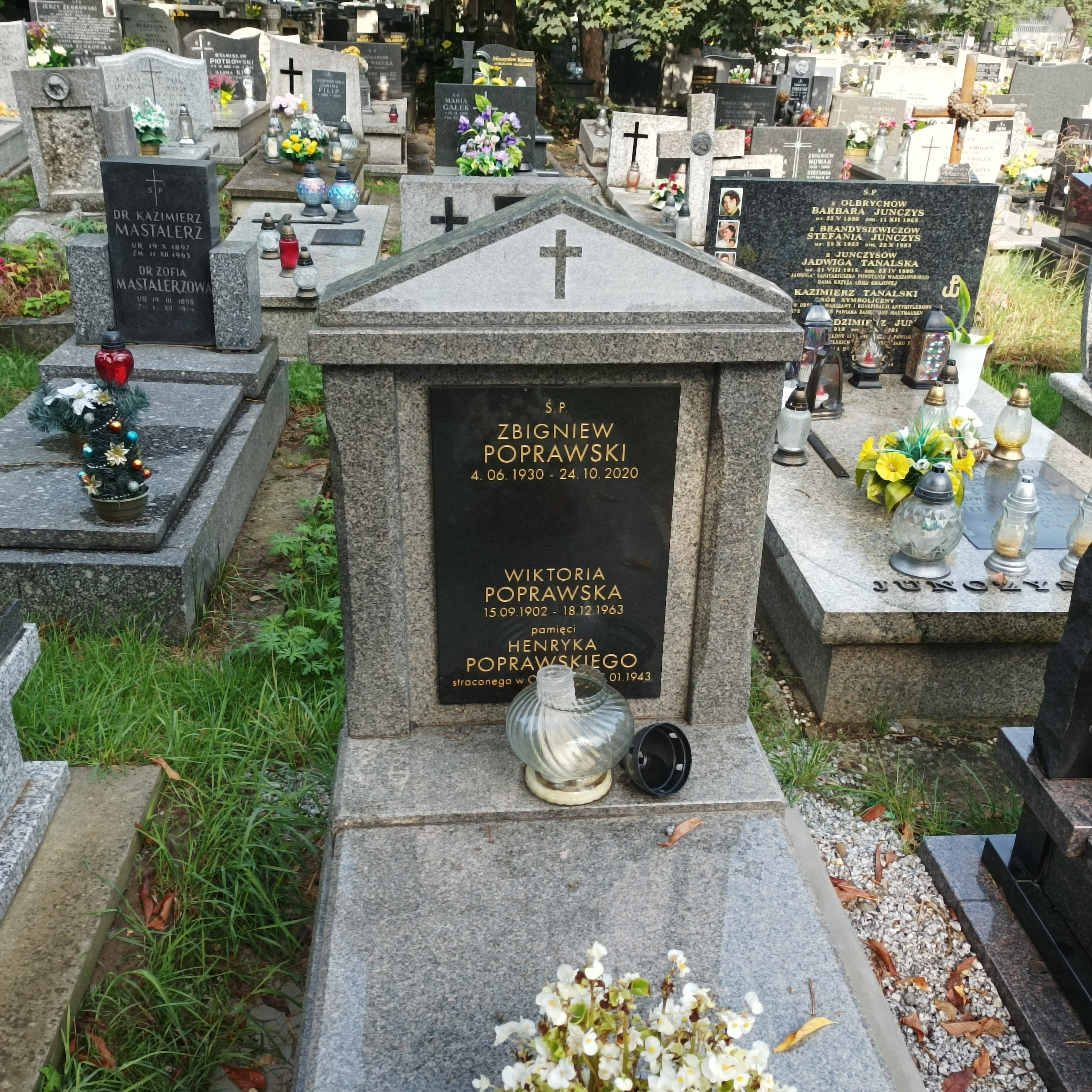
Grób Zbigniewa Poprawskiego na cmentarzu wojskowym przy ul. Prandoty w Krakowie

## Wykaz sztuk
- Bal u Króla Lula
- Chodzi Turoń, paszczą kłapie
- Co się przyśniło Czerwonemu Kapturkowi
- Historia nie z tej ziemi i jamnik Doremi
- Hej, z nogi na nogę
- Jadwisia i Straszny Potwór
- Kaczka działaczka
- Klip i Klap
- Kotek Protek
- Misie Ptysie
- Na ten Nowy Rok!
- Nowe przygody Klipa i Klapa
- Opowieści Lady Maybe
- Pucheroki
- Szopka krakowska rodziny Malików
- Tajemnica wesołego miasteczka
- Turoń i Waluś
- Z gwiazdą i Turoniem
- Złota jabłoń
- Żyrafa czy tulipan

## Przyznane nagrody
- 1963 Konkurs na sztukę lalkową (Organizator: Związek Literatów Polskich, Ministerstwo Kultury i Sztuki) - wyróżnienie za scenariusz „Misie Ptysie”
- 1964: Nagroda za adaptację, reżyserię i inscenizację spektaklu dla dorosłych „Płaszcz” na podstawie sztuki Gogola podczas Ogólnopolskiego Spotkania Lalkarzy w Puławach (Spektakl Teatru Lalek „Miś” z Nowej Huty)[11].
- 1973 Opole – IV Ogólnopolski Festiwal Teatrów Lalek – nagroda KZT w Opolu za „Baśń o pięknej Pulcheryi i szpetnej Bestyi” J. Ośnicy w Państwowym Teatrze Lalek „Banialuka” w Bielsku Białej
- 1974 Ogólnopolski Konkurs Dramaturgiczny miesięcznika „Scena” – II nagroda za scenariusz „Bal u Króla Lula”
- 1975 Opole – V Ogólnopolski Festiwal Teatrów Lalek – nagroda dla przedstawienia „Historia nie z tej ziemi i jamnik Doremi” z Teatru Miniatura w Gdańsku
- 1983 Warszawa – Telewizyjny Festiwal Widowisk dla Dzieci i Młodzieży- II nagroda jury dla spektaklu „Baśń o pięknej Pulcheryi” Jana Ośnicy w Teatrze Groteska w Krakowie oraz nagroda dziecięcej widowni telewizyjnej.